# Приманка в цирку
Приманка в цирку (англ. Lure of the Circus) — американський пригодницький бойовик режисера Дж.П. Макгоуна 1918 року.

## У ролях
- Едді Поло — Едді Сомерс
- Ейлін Седжвік — Алісія Пейдж
- Моллі Мелоун — Нан Гарден
- Гаррі Картер — Едвард Лоуренс
- Ноубл Джонсон — Сайленд Енді
- Фред Старр — Стів Гарден
- Дьюк Р. Лі — Річард Ван Норман
- Чарльз Гілл Майлз — Малкольм Сомерс
- Джеймс Ґордон — Ґай Брок
- Ендрю Валдрон — Динаміт Ден
- Фред Монтеґ'ю — Говард Мейсон
- Сідні Дін — Рейнольдс